# Mata Los Indios
Mata Los Indios es una comunidad rural, predominantemente afro-dominicana, y rica en tradiciones culturales y musicales.

## Ubicación
Se encuentra ubicada en la Calle 30 de San Felipe de Villa Mella, en el municipio de Santo Domingo Norte, a 50 minutos de la ciudad capital.

## Situación social
Los desafíos más grandes para las mujeres de Mata Los Indios es la pobreza, el aislamiento, y la marginación, situaciones sociales que surgen a raíz de una larga historia de racismo, comenzando por la falta de integración de mujeres en proyectos nacionales seguido por la creación de una noción pre-concebida acerca de la identidad dominicana nacional, que ésta se basa principalmente en el Catolicismo, en atributos Hispánicos y blancos.

## Casa de los congos
En Mata los Indios vive la Cofradía de lo Congos del Espíritu Santo, una hermandad que se ha mantenido por varias generaciones gracias a las familias Brazobán y Minier y que recientemente ha sido declarada patrimonio oral e intangible de la humanidad por la UNESCO.